# 中野太陽廣場
中野太陽廣場（日语：／ Nakano Sunpraza）是一幢位於日本東京都中野区的多用途大樓，大樓內設有結婚場地、宴會場地、餐廳、住宿、游泳池及網球場等室內運動場地，同時也出租派對會場以及會議室等設施，為中野區的地標之一。

## 簡介
中野太陽廣場佔地約1公頃，位處海拔121米，高21層，建有兩層地庫。大樓外形設計以兩個大小不同的三角柱體構成，為中野太陽廣場較具標誌性的外觀特徵。位於大樓一至四樓的音樂廳可容納二千多名觀眾，是日本著名的表演場地之一，並獲日本音響家協會認定為「100大優良音樂廳」之一，不少知名音樂家及團體均曾經在此演出或表演歌劇。此外，由於日本各地的偶像組合經常在此地舉行演唱會，因此有「偶像聖地」（アイドルの聖地）之稱；而對於旗下組合會定期在廣場舞台演出的早安家族歌迷和歌手來說，此地也被他們視為早安家族的聖地。

## 歷史
中野太陽廣場原本是由勞働省之下的特殊法人「僱用促進事業團」按僱用保險法所興建的一座勤勞者福祉設施，於1973年6月1日以「全國勤勞青少年會館」的名稱開業，隨後由於有意見要求更改名稱，遂於同年改用了象徵力量的太陽作為名字，更名為「中野太陽廣場」。隨著日本政府於2003年推行法人改革，特殊法人「僱用促進事業團」改組為「獨立行政法人」，大樓的主要設施、用於推廣僱傭事務和招聘用的「太陽廣場相談中心」（サンプラザ相談センター）在營運了30年後於2003年被廢止。然而由於大樓內的音樂廳廣受歡迎，而且政府有意善用民間資金活化大樓，因而決定向民間出售整座大樓。2004年7月，「中野太陽廣場運營研究会集團」（中野サンプラザ運営研究会グループ）在中野區政廳審查中擊敗住友不動產取得優先交涉權，並於同年透過「中野21城市規劃有限公司」（株式会社まちづくり中野21）名義與中野區、財團和企業合作融資超過50億日圓購入大樓，隨後在12月1日再次開始營運。
2012年6月29日，日本經濟新聞報導指有消息透露政府有意在2018年拆除中野太陽廣場，與鄰近廣場的中野區役所同時實行再開發；然而至今廣場仍未有進行任何拆卸工程。2021年，中野區區長公佈中野太陽廣場再開發計劃，目標在2028年度完成新的中野太陽廣場。

## 大樓設施

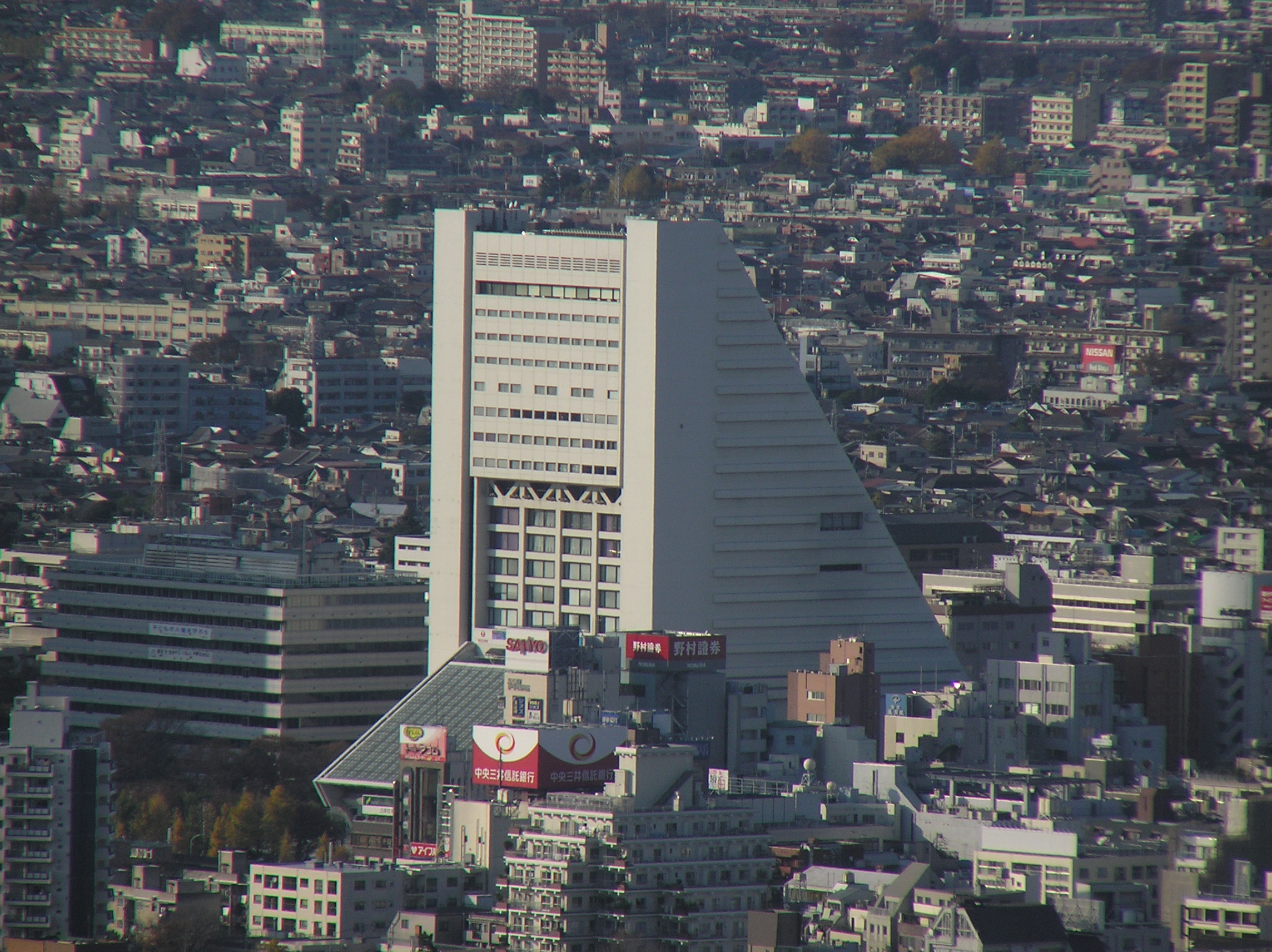
遠眺中野區

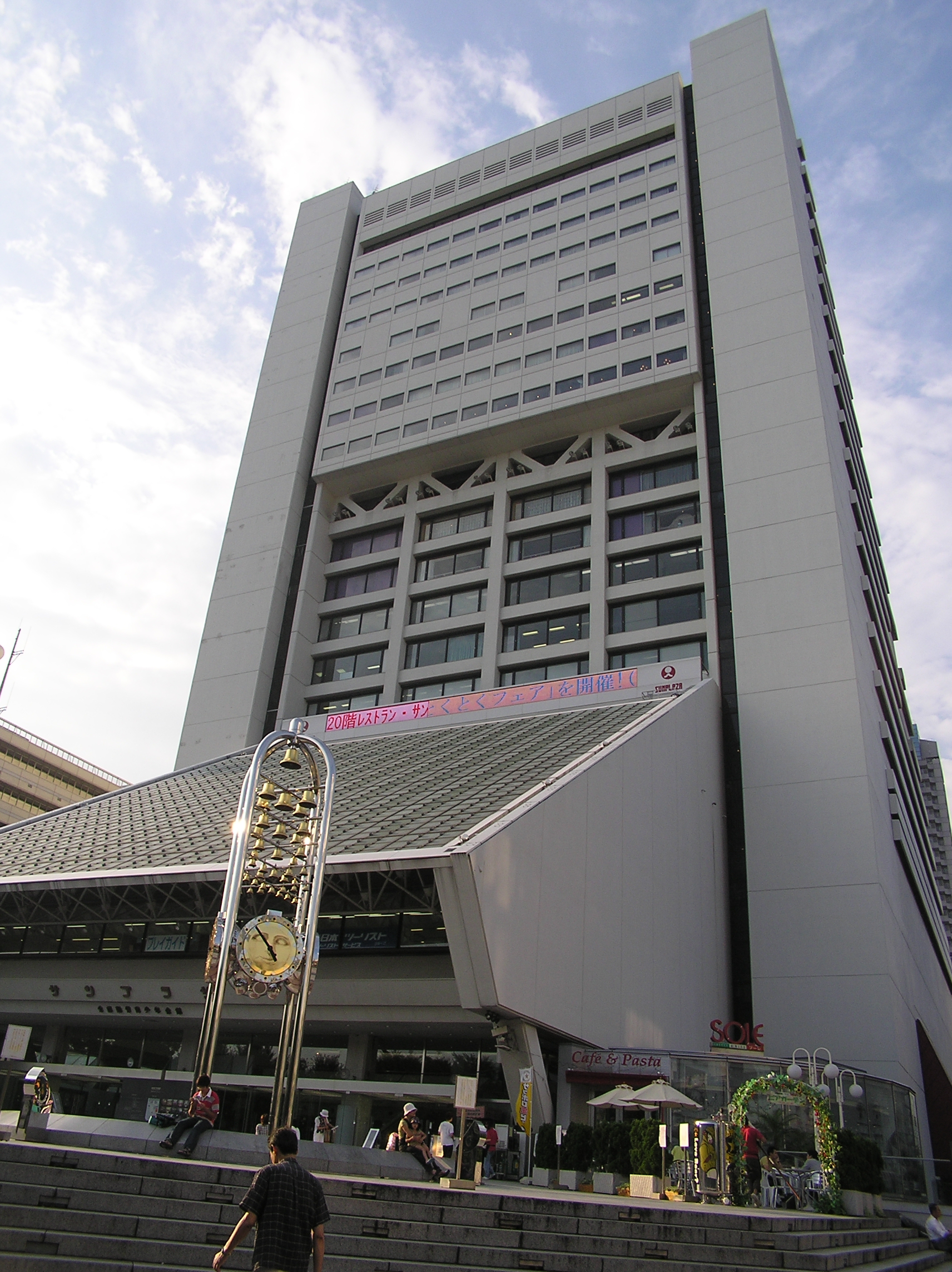
2003年，在民營化前仍用於推廣僱傭和招聘事務的中野太陽廣場

- 餐廳（20樓）
- 酒店（16－19樓）
- 宴会場地（10－15樓）
- 出租辦公室（9樓）
- 網球場（8樓）
- 研修室（7、8樓）
- 婚禮場地（6樓）
- 音樂廳（1－4樓、2,222個座位[11]）
- 網吧（地庫半層）
- 花店（地庫半層）
- 健身中心、彩排室及錄音室（地庫1層）
- 游泳池（地庫2層）
- 保齡球場（地庫2層）

## 交通
- JR東日本 中央本線[12]
- 東京地下鐵 東西線 中野站[12]

## 外部連結
- 官方网站 （日語）